# محمود الماطري
محمود بن مختار الماطري (11 ديسمبر 1897- 23 ديسمبر 1972) طبيب وسياسي تونسي يعد من أبرز قادة الحركة الوطنية التاريخيين ووزير سابق.

## العائلة
كان جده الأعلى -محمد- عثمانيا ينحدر من جزيرة كوس (Cos) اليونانية التي تسمى بالتركية استنكويل، ولذلك كان يسمى محمد استنكويلي، وقد قدم إلى تونس سنة 1680. أما أمه فهي تنحدر من عائلة فارح ذات الجذور الأندلسية، وقد قدمت هي أيضا إلى تونس في القرن السابع عشر. أما لقب الماطري فقد جاء للعائلة من لقب الزوج الثاني لأرملة جده الأعلى، إذ ترك أبنية صغيرين فرباهما زوج أمهما المسمى الماطري. أما والده فكان إماما خطيبا بجامع القصر بالعاصمة.
عاش محمود الماطري يتيما حيث توفيت والدته مباشرة بعد ولادته، ولحق بها والده بعد ذلك بعشرة أشهر.

## الدراسة
دخل محمود الماطري الكتاب حيث حفظ القرآن، ثم التحق بالمدرسة الصادقية حيث زاول تعليمه الابتدائي والثانوي. وبعد الحصول على (الدبلوم الصادقي)، لم تكن ظروفه لتسمح له بمواصلة دراسته العليا فباشر التدريس بصفة معلم لمدة سنتين، وتمكن من جمع مبلغ مالي سمح له بالتحول إلى الجزائر، أين تحصل على الجزء الأول من الباكالوريا سنة 1918 وعلى الجزء الثاني في السنة الموالية. تحول بعد ذلك إلى فرنسا وتحديدا إلى مدينة ديجون ليسجل بكلية العلوم إلى أن حصل على الإجازة في العلوم. واصل بعد ذلك دراسة الطب وتحصل على شهادة الدكتوراه في باريس في جويلية/تموز 1926. ورجع بعد ذلك إلى تونس.

## الطبيب
لم يقع قبول محمود الماطري في مؤسسات الصحة العمومية مثل معاصريه من الأطباء التونسيين، ففتح عيادته بنهج باب منارة بالعاصمة في منطقة شعبية. وقد استمر يشتغل طبيبا بعد ذلك. وهو الطبيب الخاص للباي المنصف باي، وكلف في عهده بقطاع الصحة العمومية. وأسندت إليه بعد الاستقلال وزارة الصحة العمومية. من جهة أخرى ترأس محمود الماطري ودادية الأطباء التونسيين في نهاية الأربعينات وبداية الخمسينات ثم بعد الاستقلال آلت إليه رئاسة عمادة الأطباء التونسيين.
وتخليدا له ولدوره الوطني أطلق اسمه على مستشفى أريانة بالعاصمة.

## المناضل الوطني

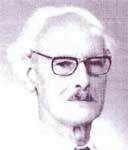
محمود الماطري

نشط محمود الماطري خلال وجوده بفرنسا في صفوق الحزب الاشتراكي ثم الحزب الشيوعي الفرنسي. كما ساهم في تأسيس نجمة الشمال الإفريقي. وبعد عودته إلى تونس ساهم بالكتابة في بعض الصحف الوطنية. قبل أن ينضم إلى الحزب الحر الدستوري التونسي وانتخب في ماي/أيار 1933 في لجنته التنفيذية رفقة الحبيب بورقيبة وجماعته الذين سيخرجون من الحزب ويؤسسون في 2 مارس 1934 حزبا جديدا هو الحزب الحر الدستوري التونسي (الجديد). وقد انتخب محمود الماطري آنذاك رئيسا له، في حين انتخب الحبيب بورقيبة كاتبا عاما. وقد ألقي عليه القبض مثل رفاقه في 3 سبتمبر/أيلول من نفس السنة، ونفي إلى بنقردان بالجنوب التونسي.
بعد إطلاق سراحهم في أفريل/نيسان 1936، عاد الحزب الدستوري الجديد إلى النشاط من جديد إلى أن حدثت القطيعة بينه وبين حكومة الجبهة الشعبية في أواخر سنة 1937. وفي هذا الإطار استقال محمود الماطري في 18 يناير 1938 من رئاسة الحزب. وآلت الأمور إلى المصادمات، ورغم استقالته فإن محمود الماطري قاد مظاهرة في أحداث أفريل 1938 لإبلاغ الإقامة العامة المطالب الوطنية.

## الوزير
صعد محمود الماطري إلى كرسي الوزارة أكثر من مرة أولاها في عهد المنصف باي، حيث تقلد وزارة الداخلية مع تكليفه بالصحة العمومية (7 جانفي/كانون الثاني 1943-13 ماي/أيار 1943). وفي الحكومة التفاوضية التي ترأسها محمد شنيق وتشكلت في أوت/آب 1950، أسندت إليه وزارة الداخلية، واستمرت تلك الحكومة أقل من سنتين إذ اندلت أحداث العنف في جانفي/كانون الثاني 1952، وما لبثت السلطات الاستعمارية أن ألقت القبض على من بقي من الوزراء التونسيين في 26 مارس/آذار 1952ونفوا إلى قبلي بالجنوب التونسي. وفي عهد الاستقلال، عين وزيرا للصحة العمومية في أول حكومة وطنية تشكلت في أفريل/نيسان 1956 برئاسة الحبيب بورقيبة.

## وصلات خارجية
- موقع لتخليد ذكرى محمود الماطري
- الزعيم التونسي الدكتور محمود الماطري من خلال مذكراته, الحوار نت, 02-12-2010